# District de Phek
Le district de Phek est un district de l'état du Nagaland, en Inde.

## Géographie
Au recensement de 2011, sa population compte 163 294 habitants.
Son chef-lieu est la ville de Phek. 